# Dolichopeza thoracica
Dolichopeza thoracica är en tvåvingeart som beskrevs av Alexander 1925. Dolichopeza thoracica ingår i släktet Dolichopeza och familjen storharkrankar. Inga underarter finns listade i Catalogue of Life.